# The Remnant (quindicinale)
The Remnant è un quindicinale di orientamento cattolico tradizionalista viene pubblicato due volte al mese negli Stati Uniti d'America.

## Storia
Fondato nel 1968, è il più antico giornale cattolico tradizionalista negli Stati Uniti. Il Remnant si sforza di aderire alla dottrina cattolica in ogni aspetto del suo giornalismo.
Anche se i suoi redattori non sono affiliati a un particolare istituto o gruppo tradizionalista, la rivista è in sintonia con Marcel Lefebvre e la Fraternità San Pio X.